# United States (Schiff, 1797)
Die United States, später auch als USS United States bezeichnet, war eine Fregatte der United States Navy mit (nominell) 44 Kanonen, die im amerikanisch-französischen Quasi-Krieg, im Krieg von 1812 mit Großbritannien, im Zweiten Barbareskenkrieg und im Amerikanischen Bürgerkrieg zum Einsatz kam.

## Geschichte des Schiffs

### Bau
Die United States war die erste von sechs Fregatten, deren Bau der US-Kongress 1794 beschlossen hatte. Wie ihre Schwesterschiffe Constitution und President repräsentierte sie einen neuen Typ großer Fregatten, die hervorragende Segeleigenschaften mit einer schweren Bewaffnung verbanden. Dadurch waren sie allen vergleichbaren Schiffen sowohl in der Geschwindigkeit und Manövrierfähigkeit als auch in der Feuerkraft deutlich überlegen. Das Schiff wurde von Joshua Humphreys und William Doughty entworfen und in Philadelphia gebaut. Die Taufe übernahm George Washington, der Stapellauf fand am 10. Mai 1797 statt. Ihr erster Kommandant war John Barry, der sich bereits im Unabhängigkeitskrieg ausgezeichnet hatte. Am 3. Juli 1798 erhielt sie erstmals den Befehl, in See zu stechen.

### Quasikrieg mit Frankreich
Hauptaufgabe war es, im mittlerweile ausgebrochenen amerikanisch-französischen Quasi-Krieg amerikanische Handelsschiffe zu schützen und französische Freibeuter aufzubringen. Mitte Juli lief das Schiff unter dem Kommando John Barrys zusammen mit der USS Delaware unter Kapitän Stephen Decatur sr. aus und segelte in Richtung Süden nach Barbados.
Die beiden Schiffe trafen dort am 21. August ein und zwangen am folgenden Tag den Freibeuter Sans Pareil (20 Kanonen) aus Guadeloupe zur Kapitulation. Am 4. September gelang es, mit der Jalouse (acht Kanonen) einen weiteren Freibeuter zur Strecke zu bringen. Am 18. September kehrte die United States in den Delaware River zurück und lief nach einem Monat erneut aus, um vor der Küste Neuenglands zu patrouillieren. Hierbei wurde sie durch einen schweren Sturm erheblich beschädigt und kehrte am 30. Oktober zu Reparaturen in den Delaware zurück. Nach deren Beendigung lief sie am 18. Dezember wieder aus, diesmal in die Karibik, wo sie am 3. Februar 1799 bei Martinique den Freibeuter L'Amour de la Patrie (sechs Kanonen) mit einem Schuss versenkte. Die Überlebenden der Besatzung wurden später auf Guadeloupe festgehalten und gegen amerikanische Kriegsgefangene ausgetauscht. Am 26. Februar konnte die United States bei Marie-Galante das von dem Freibeuter Democrat genommene Handelsschiff Cicero zurückerobern, während dieser selbst entkam.
Die US-Fregatte wurde durch das Eintreffen von Verstärkungen bis Mitte März zum Flaggschiff eines kleinen, von Barry kommandierten und effektvoll eingesetzten Geschwaders, das aus zwei Fregatten, drei Sloops und vier Zollkuttern bestand. Nachdem die United States am 26. März bei Antigua den Freibeuter La Tartueffe und seine Prise, die amerikanische Sloop Vermont genommen hatte, übergab Barry am 19. April das Kommando an Kommodore Thomas Truxtun und segelte als Eskorte für einen Konvoi in die Gegend von Philadelphia. Sie kreuzte mehrere Monate in US-Gewässern, bis sie am 3. November eine amerikanische Verhandlungsdelegation nach Frankreich brachte, die den Konflikt beilegen sollte.
Nach der Rückkehr nach New York im April 1800 mussten schwere Sturmschäden aus der Biskaya beseitigt werden. Die United States wurde anschließend zum Flaggschiff des US-Geschwaders in der Karibik gemacht, aber aufgrund des Friedensschlusses mit Frankreich zurückgerufen und ging am 28. April 1800 im Hafen von Chester (Pennsylvania) vor Anker. Danach lief sie in den Potomac River ein und wurde in der neu eingerichteten Marinewerft von Washington am 6. Juni 1801 außer Dienst gestellt und zusammen mit vier anderen Fregatten aufgelegt.

### Reaktivierung und Krieg von 1812
Die United States blieb bis 1809 im Potomac und wurde dann wieder reaktiviert. Am 10. Juni 1810 segelte die Fregatte unter dem Kommando von Stephen Decatur junior – der bei ihrer ersten Fahrt als Midshipman an Bord gewesen war – nach Norfolk (Virginia), wo Reparatur- und Ausrüstungsarbeiten vorgenommen wurden. Hier schloss Decatur Freundschaft mit dem britischen Kapitän John S. Carden, dem Kommandanten der HMS Macedonian (38 Kanonen), der sich im Zuge einer diplomatischen Mission in Norfolk aufhielt.

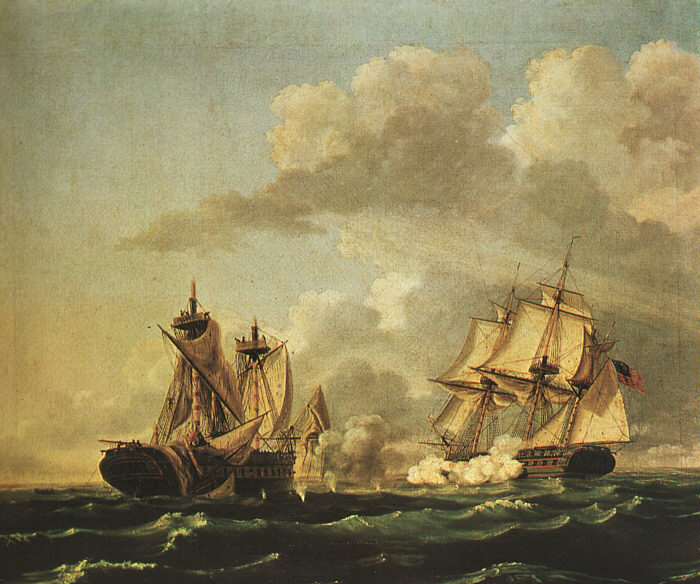
Die United States (rechts) im Kampf mit der Macedonian. Gemälde von Thomas Birch, 1813

Nach dem Beginn des Krieges von 1812 durch die Kriegserklärung der Vereinigten Staaten an Großbritannien vom 19. Juni 1812 bildete die United States zusammen mit der USS Congress und der Brigg USS Argus ein Geschwader unter dem Kommando von Kommodore John Rodgers, die bis Ende August eine ereignislose Patrouille vor der Ostküste der Vereinigten Staaten absolvierte. Nach einem kurzen Aufenthalt im Hafen liefen die Schiffe am 8. Oktober wieder aus Boston aus. Nach der Kaperung des Handelsschiffs Mandarin verließ die United States den Verband und segelte weiter nach Osten. In der Morgendämmerung des 25. Oktober sichtete die Besatzung etwa 500 Seemeilen südlich der Azoren die Macedonian. Die Amerikaner hatten den Vorteil, dass ihr Schiff schwerer bewaffnet war (die Hauptbewaffnung bestand aus 24-Pfünder-Kanonen im Gegensatz zu den 18-Pfündern der Briten) und die Geschütze eine größere Reichweite hatten. Die United States begann den Kampf um 9.20 Uhr mit einer ungenauen Breitseite, die ohne Wirkung auf die Macedonian blieb. Die erste Breitseite der Briten verursachte leichte Schäden in der Takelage. Mit der zweiten Breitseite erzielte die United States einen entscheidenden Treffer, der die Besanstenge der britischen Fregatte zerstörte und durch den Verlust des Besansegels die Manövrierfähigkeit der Macedonian erheblich herabsetzte, was es Decatur erlaubte, sich hinter das Heck des wehrlosen Schiffs zu setzen und es systematisch zum Wrack zu schießen. Trotz ihrer verzweifelten Lage wehrten sich die Briten, bis ihr Schiff entmastet und außer Gefecht gesetzt war. Als Carden um etwa 12.00 Uhr die Flagge strich, hatte er 104 Tote und Verwundete zu beklagen. Die Amerikaner büßten lediglich 12 Mann ein und erlitten nur geringe Beschädigungen. Decatur und seiner Besatzung gelang es, das schwer beschädigte gegnerische Schiff provisorisch zu reparieren und mit diesem am 4. Dezember in den Hafen von New York einzulaufen. Dieser Erfolg machte die Besatzung der United States zu Nationalhelden. Die Briten waren dem US-Schiff zwar an Bewaffnung unterlegen gewesen, konnten jedoch mit einer wesentlich besser geschulten Besatzung aufwarten. Zuvor war bereits der Constitution der Sieg über die Guerriere gelungen, doch war dieses Schiff versenkt worden. Die Macedonian war deshalb das erste im Kampf besiegte britische Kriegsschiff, das als Prise in einen amerikanischen Hafen gebracht werden konnte. Kapitän und Mannschaft erhielten besondere Danksagungen des Kongresses und von Präsident James Madison. Die Macedonian wurde unter ihrem alten Namen in die US Navy übernommen. Nach Reparaturen lief die United States in Begleitung der Macedonian und der Sloop USS Hornet am 24. Mai 1813 aus New York aus, musste aber vor einem überlegenen britischen Verband in den Hafen von New London fliehen, wo die beiden Fregatten bis zum Kriegsende blockiert blieben, während die Hornet Ende 1814 entkommen konnte.

### Zweiter Barbareskenkrieg und Dienst im Mittelmeer
Nach dem Ende des Kriegs wandte die US-Regierung ihre Aufmerksamkeit dem Mittelmeerraum zu, wo die Barbareskenpiraten aus Algier wieder dazu übergegangen waren, amerikanische Schiffe anzugreifen, und erklärte diesen im März 1815 den Krieg. Die unter dem Kommando von Kapitän John Shaw stehende United States wurde einem Geschwader unter Kommodore William Bainbridge zugeteilt, das in das Mittelmeer segelte. Sie konnte jedoch wegen Reparaturen erst Anfang September auslaufen und folgte ihrem Verband mit zweimonatiger Verspätung. Als das Schiff im Mittelmeer ankam, war bereits ein Friedensvertrag unterzeichnet. Um ein Drohpotential gegen weitere Übergriffe zur Hand zu haben, blieb ein US-Geschwader im Mittelmeer, als dessen Flaggschiff die United States mit dem zum Kommodore beförderten Kommandeur Shaw diente. 1816 verlor Shaw durch die Ankunft von Kommodore Isaac Chauncey diese Funktion, sein Schiff blieb aber im Mittelmeer und wurde erst im Frühjahr 1819 wieder nach Hause geschickt. Die Fregatte erreichte Hampton Roads am 18. Mai dieses Jahres, wurde am 9. Juni außer Dienst gestellt und in Norfolk aufgelegt.

### Spätere Jahre
Die United States kam erst 1824 wieder zum Einsatz, als sie bis 1827 als Teil des Pazifikgeschwaders unter Kommodore Isaac Hull amerikanische Schiffe und Handelsinteressen in diesem Seegebiet beschützte. Nach umfangreichen Reparaturen in Philadelphia 1827/1828 stellte man sie wieder einige Zeit außer Dienst. 1832 wurde das Schiff in New York modernisiert, diente dann 1833 bis 1838 im Mittelmeer und 1839 bis 1840 in heimatlichen Gewässern.
1841 wurde die Fregatte in Norfolk überholt und im Januar 1842 zum Flaggschiff des Pazifikgeschwaders gemacht. Auf dem Weg zu ihrem neuen Einsatzgebiet umsegelte sie trotz der ungünstigen Jahreszeit das gefürchtete Kap Hoorn. 1843 diente der Schriftsteller Herman Melville (Autor von Moby-Dick) als einfacher Seemann auf der Fregatte. Er hat seine Erfahrungen an Bord in dem 1850 erschienenen Roman White-Jacket or The World in a Man-of-War (dt.: Weißjacke oder die Welt auf einem Kriegsschiff) verarbeitet, in dem er ein ausgesprochen negatives Bild der Zustände an Bord und in der US Navy insgesamt zeichnete.
1844 kehrte das Schiff in die Vereinigten Staaten zurück, wurde für zwei Jahre in Boston außer Dienst gestellt und im Mai 1846 reaktiviert, um als Teil des Afrika-Geschwaders den Sklavenhandel zu unterdrücken. 1847 kam sie in das Mittelmeer und diente anschließend in europäischen Gewässern, bis sie 1848 die Order zur Rückkehr in die USA erhielt. Am 24. Februar 1849 stellte man sie in der Marinewerft von Norfolk außer Dienst, wo sie auch in den folgenden Jahren verblieb.
Im Bürgerkrieg blieb das Schiff in Norfolk zurück, als die US Navy die Marinewerft vor den anmarschierenden Konföderierten räumen musste. Ein Versuch, das Schiff in Brand zu stecken, scheiterte. Die Konföderierten pumpten den Rumpf des Schiffs leer und stellten es am 29. April als CSS United States in Dienst. Die Fregatte diente als schwimmende Geschützbatterie zum Schutz des Hafens und wurde mit 19 Kanonen ausgestattet. Als die Konföderierten im Mai 1862 ihrerseits Norfolk räumen mussten, versenkten sie die United States als Hindernis im Elizabeth River. Da sich der Rumpf noch als erstaunlich gut erhalten erwies, machte es große Mühe, die dazu notwendigen Löcher hindurch zu bohren. Bereits kurz nach der Besetzung Norfolks ließ man das Wrack heben und in die Marinewerft bringen, wo es bis März 1864 lag. Im März 1864 beschlossen die US-Behörden, die United States abzuwracken, was Ende 1865 umgesetzt wurde.